# Concheiros mesolíticos do vale do Sado
Os concheiros do vale do Sado são compostos por um grupo de 12 concheiros mesolíticos (datados da segunda metade do 7º milénio): 
- 1 - Arapouco
- 2 - Cabeço do Rebolador
- 3 - Barreirões
- 4 - Barranco da Moura
- 5 - Poças de São Bento
- 6 - Fonte da Mina
- 7 - Barrada das Vieiras
- 8 - Cabeço das Amoreiras
- 9 - Vale de Romeiras
- 10 - Cabeço do Pez
- 11- Várzea da Mó
- 12 - Barrada do Grilo

Situam-se ao longo do rio Sado, num percurso de aproximadamente 15 km, correspondente ao curso principal e afluentes do rio, e a uma distância a montante da atual foz do estuário de aproximadamente 40-50 km. Em termos administrativos, estes localizam-se na freguesia do Torrão, concelho de Alcácer do Sal, distrito de Setúbal, Portugal.